# Lino Morales
Lino Morales va ser un militar i cacic yaqui mexicà que va participar en la Revolució mexicana. Va néixer a Ráhum, municipi de Guaymas, Sonora. Abans del 1910 va ser soldat de les forces auxiliars de l'Estat de Sonora; posteriorment va ser capità d'una secció anomenada Fieles Huiviris, en la qual també hi havia José Amarillas Valenzuela, i que va lluitar contra els rebels orozquistes. El 1913 es va unir a la lluita contra Victoriano Huerta militant sota el comandament del general Álvaro Obregón. El 1914, ja com a coronel constitucionalista, va comandar el 20è Batalló de Sonora. Va aconseguir el grau de general brigadier. Va batallar contra Francisco Villa a la batalla de Celaya, la Batalla d'Aguascalientes i la Batalla de Trinitat, entre d'altres. El 1920 es va adherir a l'aguaprietismo i el 1929 va abraçar la Rebel·lió escobarista, i després del fracàs del moviment es va exiliar als Estats Units. Va morir a Navojoa, Sonora, el 19 de desembre de 1932.